# 透明人間 (2020年の映画)
『透明人間』（とうめいにんげん、The Invisible Man）は、2020年のアメリカ合衆国・オーストラリアのホラー映画。監督はリー・ワネル、出演はエリザベス・モスとオリヴァー・ジャクソン＝コーエンなど。
H・G・ウェルズが1897年に発表した小説『透明人間』を原作としており、1933年に公開された映画『透明人間』を現代風にリブートした作品である。
科学者が発明するという点は同じであるが、「薬品によって人間が変身する」から「透明化できるステルススーツ」へとより現実的な形に変更されている。

## ストーリー
プロローグ
強迫観念に囚われている恋人のエイドリアンによる束縛に苦しめられていたセシリアは、ある日の夜、意を決してセキュリティが張り巡らされた彼の豪邸から脱出することにした。逃亡に気付いたエイドリアンが凄まじい形相で追いかけてきたが、妹のエミリーの協力で何とか逃げ切ることに成功する。
序盤
ほどなくしてセシリアのもとへ、エイドリアンの兄で弁護士のトムから、「エイドリアンが手首を切って自殺し、貴方に500万ドルの遺産を残した」と告げられる。セシリアは自由だけではなく、莫大な財産をも手にして解決したかに思われた。
しかし、天才的な工学系科学者であるエイドリアンの異常性を知っていたセシリアは、「エイドリアンは自殺するような人間ではない。彼ほどの優秀な科学者なら、自殺を偽造するくらい容易なはずだ。彼は今もどこかで私を見張っているのではないか？」……という疑念に取り憑かれていた。
当初、セシリアの友人であるジェームズは彼女の疑念にまともに取り合おうとしなかったが、しばらくして、朝食を作るとコンロの火が勝手に強火になって火事になりかけ、寝ていればシーツが勝手に落ちたり、就職面接では入れたはずの作品がないなど、セシリアの周辺で怪奇現象が頻発するようになった。
さらに、何者かに睡眠薬を飲まされて昏倒してしまうが、エイドリアンから逃げる際に無くしたはずの睡眠薬のビンが手元に戻ってきていたのだ。ここに至り、セシリアの疑念は「エイドリアンは何らかの方法で透明人間になり、私に復讐しようとしている」という確信に変わった。
中盤
その後、勝手に妹のエミリーを罵倒するメールを送りつけることで姉妹の仲を壊そうとしたり、さらにジェームズの娘のシドニーを殴りつけてジェームズ親子とも疎遠になるよう仕向けられる。屋根裏におびき寄せてトラップを作ってペンキを投げつけて、エイドリアンの正体を目視したセシリアは、襲い掛かってくるエイドリアンをなんとか撃退する。
その後、エイドリアンの家に行ったセシリアは、そこで証拠となる透明化できるステルススーツを発見する。妹のエミリーをレストランに呼び出して説明しようとした矢先、エミリーは包丁で喉を切り裂かれて、包丁はセシリアの手に握らされてしまう。
終盤
その後、セシリアは妹殺害犯として精神病院に隔離され、セシリアが妊娠している事を告げられる。セシリアが避妊していることさえも、エイドリアンは見抜いて偽薬とすり替えられていたのだ。
精神病院の独居房で自殺すると見せかけて、エイドリアンをおびき寄せたセシリアは、彼に反撃を開始する。透明なエイドリアンにより多数の警備員たちが返り討ちにあいながらも、セシリアは拳銃を手にして車に乗り、シドニーに危害を与えようとするエイドリアンを追う。
ジェームズの自宅で消火器を吹きかけて、拳銃で射殺した透明人間のスーツをはぎ取ると、そこにはエイドリアンの兄のトムの顔があった。
エピローグ
その後、警察の捜索によりエイドリアンは発見され、トムにより自宅地下に監禁されていたという。しかし、全ての黒幕がエイドリアンだと確信しているセシリアは、エイドリアンに会いに行く。そしてメイクを直しに行った隙に、証拠として隠していたステルススーツを着て、エイドリアンの首を掻き切って妹の仇を討つのだった。

## キャスト

### 主要人物
セシリア・カシュ
演 - エリザベス・モス、日本語吹替 - 本名陽子
主人公の女性。パーティーで出会ったエイドリアンに見初められて同棲することになる。しかし、異常なエイドリアンの暴力と束縛から逃げ出し、知人のジェームズの家に厄介になる。エイドリアンが追ってくると思い込み、外に出られない精神状態にあった。
エイドリアン・グリフィン
演 - オリヴァー・ジャクソン＝コーエン、日本語吹替 - 福田賢二
天才的な工学系の科学者。セシリアのことを愛しているが、同時に暴力を振るったり過剰な束縛をしていたため、セシリアに逃げられてしまう。その後、開発していた「透明になれるステルススーツ」を利用して、逃げ出したセシリアへの復讐を始める。本人曰く「サプライズ」である。
兄のトムにステルススーツを着せて透明人間として暗躍させる。最後はステルススーツを着たセシリアに首を斬られるなど、自身が作り上げた透明人間によって命を絶たれるという皮肉な末路を迎えた。
ジェームズ・レイニア
演 - オルディス・ホッジ、日本語吹替 - 辻井健吾
セシリアの妹エミリーの友人。黒人男性で、娘のシドニーがいる。セシリアの居候先であり、彼女の境遇には同情している。
シドニー・レイニア
演 - ストーム・リード、日本語吹替 - 髙瀨友
ジェームズの娘。セシリアとも仲が良く、同じベッドで眠っている。セシリアが大事にしている知人であることを理由に、犯人により狙われてしまう。
エミリー・カシュ
演 - ハリエット・ダイアー、日本語吹替 - 竹内夕己美
セシリアの妹。姉の逃亡を手助けしていたが、姉名義で中傷するメールを犯人により送り付けられて、セシリアと仲たがいをする。透明人間により首をかき切られて殺害される。
トム・グリフィン
演 - マイケル・ドーマン、日本語吹替 - 酒井敬幸
エイドリアンの兄で弁護士。死亡したエイドリアンの遺産相続の担当弁護士として、セシリアの前に現れる。天才肌のエイドリアンと比べると人並みの才能しかなく、最後までエイドリアンに踊らされて操られてしまう。

### その他の人物
マーク
演 - ベネディクト・ハーディ
アニー
演 - アマリ・ゴールデン
レックリー刑事
演 - サラ・スミス
看護師
演 - ザラ・マイケルズ
事故の犠牲者
演 - アンソニー・ブランドン・ウォン
ガードマン
演 - ナッシュ・エドガートン

## 製作

### 構想・キャスティング
2007年頃、デヴィッド・S・ゴイヤーは透明人間を題材にした作品の企画を立ち上げたが、結局、製作に漕ぎつけることはできなかった。
2014年10月、ユニバーサル・ピクチャーズは自社が製作したホラー映画に登場した怪物たちを集結させたシェアード・ユニバース（後にダーク・ユニバースと命名）を構想していると報じられた。2016年2月9日、ダーク・ユニバースの作品として『透明人間』がリメイクされることになり、ジョニー・デップが主演として起用され、エド・ソロモンが脚本を担当することになったとの報道があった。
2017年6月9日、ダーク・ユニバースの第1作目となる『ザ・マミー/呪われた砂漠の王女』が全米公開されたが、批評家から酷評され、興行収入もユニバーサルが想定していた数字を下回るものとなった。ジェイソン・ブラムがダーク・ユニバースの再構築に携わりたいという意向を示したこともあったが、結局、ユニバーサルは往年の怪物たちをシェアード・ユニバースの形で復活させるのではなく、単発作品として製作していく方向に舵を切った。
2019年1月24日、ユニバーサルは『透明人間』を単発作品としてリブートすると発表し、ジェイソン・ブラムをプロデューサーに、リー・ワネルを監督に起用した。4月、エリザベス・モスの出演が決まった。5月10日、ストーム・リードが本作に出演するとの報道があった。6月、オルディス・ホッジとハリエット・ダイアーの起用が発表された。7月、オリヴァー・ジャクソン＝コーエンがキャスト入りした。

### 撮影・音楽
本作の主要撮影は2019年7月16日にオーストラリアのシドニーで始まり、同年9月17日に終了した。
2020年1月28日、ベンジャミン・ウォルフィッシュが本作で使用される楽曲を手掛けるとの報道があった。2月21日、バック・ロット・ミュージックが本作のサウンドトラックを発売した。

## 公開・マーケティング
当初、本作は2020年3月13日に全米公開される予定だったが、後に公開日は同年2月28日に前倒しされることとなった。
2019年11月7日、本作のオフィシャル・トレイラーが公開された。2020年2月8日、本作のオフィシャル・トレイラー第2弾が公開された。
2020年3月20日、アメリカで新型コロナウイルスが流行し、多くの映画館が閉鎖に追い込まれたため、ユニバーサル・ピクチャーズは本作のデジタル配信を開始した。
当初、本作は2020年5月1日に日本で公開される予定だったが、新型コロナウイルスの流行が拡大していることを受けて、4月10日、配給元の東宝東和は本作の公開延期を発表した。

## 興行収入
本作は公開初週末に2800万ドル前後を稼ぎ出すと予想されていたが、その予想は的中した。2020年2月28日、本作は全米3610館で公開され、公開初週末に2820万ドルを稼ぎ出し、週末興行収入ランキング初登場1位となった。

## 評価
本作は批評家から絶賛されている。Metacriticには57件のレビューがあり、加重平均値は71/100となっている。なお、本作のCinemaScoreはB＋となっている。
映画批評集積サイトのRotten Tomatoesには345件のレビューがあり、批評家支持率は91%、平均点は10点満点で7.69点となっている。サイト側による批評家の見解の要約は「演技は上質で、非常に恐ろしく、スマートな作品である。『透明人間』によって、誰もが知っている古典の中にも、新鮮味のあるリブート作品を生み出せるものが存在すると証明された。」となっている。

## スピンオフ
2019年11月26日、ユニバーサル・ピクチャーズが1940年に公開された映画『Invisible Woman』のリブート企画を立ち上げ、エリザベス・バンクスを監督・主演に起用したと報じられた。